# 提摩西·夏勒梅
提摩西·哈爾·夏勒梅（1995年12月27日—），美國男演員及製片人。他在出演2012年電視劇《國土安全》之前，憑藉出演多部電影短片從而開始他的演藝事業。兩年之後，他出演了他的首部電影長片《雲端男女》以及克里斯多福·諾蘭執導的科幻片《星際效應》。
2017年，夏勒梅憑藉出演喜劇片《淑女鳥》與西部片《敵對分子》中的配角，以及盧卡·格達戈尼諾執導的愛情片《以你的名字呼喚我》中的主角而獲得更廣泛的知名度。他憑藉後者獲得奧斯卡金像獎最佳男主角獎的提名，並使他成為該獎項的第三年輕的提名者。隔年，他在劇情片《美麗男孩》中飾演了一名毒癮少年，並使他獲得英國電影學院獎最佳男配角獎的提名。
在舞台劇方面，夏勒梅曾出演約翰·派屈克·尚利的自傳式戲劇《浪子》，並使他提名一項戲劇聯盟獎以及獲得一項露西爾·羅特爾獎。

## 早年生活和教育
提摩西出生於1995年12月27日並在紐約曼哈頓的地獄廚房街區長大。他的母親妮科爾·弗倫德是一名地產經紀和前百老匯舞者，他的父親馬克·夏勒梅是一名聯合國兒童基金會的編輯。他的美國人母親是第三代紐約人也是一名猶太人，並擁有來自俄羅斯猶太人和奧地利猶太人父母的血統，他的法國人父親曾經生活在尼姆，並擁有新教徒的背景。
提摩西的姊姊寶琳出生於1992年，是一名女演員並生活在巴黎。提摩西的舅父是電影製作人羅德曼·弗蘭德，他的姨母埃米·利普曼是一名電視製作人和編劇，他的外祖父阿羅德·弗倫德是一名編劇，他的外祖母伊尼德·弗倫德是一名前百老匯舞者。
成長過程中，提摩西·夏勒梅在夏天會住在位於利尼翁河畔勒尚邦的祖父母家中，這是一個距離里昂兩個小時車程的法國小村莊。他的祖母原是一名加拿大人，並早已搬去了法國。提摩西表示他在法國的時光使得他遇到了跨文化身分的問題。「一旦我到了那裡，我就變成了法國版的自己，」他告訴《La Presse》。「我滿懷著法國的文化，我甚至做夢也會說法語。」他的童年夢想是成為一名職業的足球運動員，「我在法國曾經是一名足球訓練營的教練。我在大約十三歲的時候訓練六至十歲的學生。」
提摩西在威廉·謝爾門學校讀小學，之後在布克·T·華盛頓中學讀選擇性Delta項目，他描述這段時期是一個「痛苦的三年」，因為他認為在這所學校的緊張學術氣氛之下缺乏創意出路。他之後入讀菲奧萊羅·H·拉瓜迪亞音樂和藝術與表演藝術高中是他領悟表演的一個轉折點。他表示，「我有一班出色的老師，我真的愛上了表演。我認為表演能夠並且應該被視作為一門工藝」。他在拉瓜迪亞高中第二年的戲劇老師哈瑞·希夫曼對他的試演表示印象深刻，在提摩西面試後被學校因過去課業成績拒絕時，他仍堅持提摩西應加入這所學校，並表示「我給了他我所給過的小孩試演的最高分。」他在2013年從這所學校畢業，並曾在學校的音樂劇《歌廳》和《生命的旋律》裡分別飾演飾演司儀和奧斯卡·林德基斯特。他也是一名國家青年藝術基金會的校友。
高中之後，提摩西在哥倫比亞大學讀了一年，專業是文化人類學。他之後轉入紐約大學的加勒廷個性化學習學院，以便更自由地追逐他的演藝事業。

## 事業

### 2008年－2016年：早期角色
夏勒梅在2009年警察辦案題材電視劇《法網遊龍》中的一集中首次電視亮相並飾演一名謀殺受害者之前，曾在孩童時期出演了多部廣告以及兩部恐怖電影短片《喜好甜食》和《小丑》。他之後在2009年電視電影《莉雅的第二春》中飾演一個小角色。2011年，他在外百老匯戲劇《高人》中首次舞台亮相，這是一部設定在1970年代的喜劇，他在裡面飾演一個性好奇的12歲男孩尼古拉斯。《紐約每日新聞》的首席戲劇評論家寫道「夏勒梅滑稽地刻畫了一個少年對性的萌動的好奇心。」2012年，他在劇情電視連續劇《慾海醫心》和間諜驚悚電視連續劇《國土安全》中獲得反覆出現的角色，他在後者中飾演副總統的叛逆兒子芬恩·沃頓。夏勒梅與其他演員們一起獲得美國演員工會戲劇集體傑出表演獎的提名。

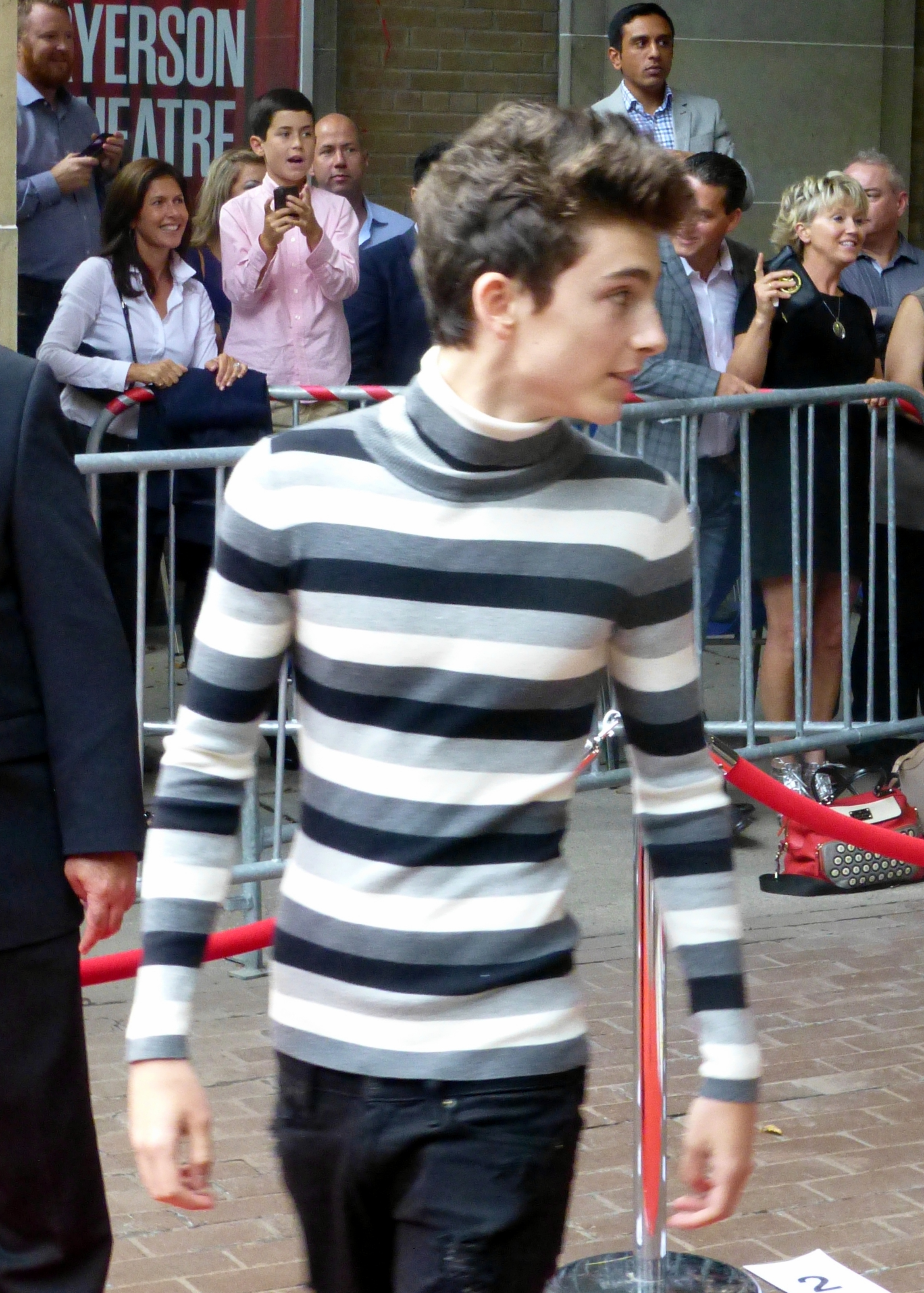
夏勒梅於2014年多倫多國際影展。

2014年，他在傑森·瑞特曼精心策劃的電影《雲端男女》中首次電影長片亮相並飾演一個小角色。同年，他在克里斯多福·諾蘭執導的《星際效應》中，飾演馬修·麥康納在劇中的兒子汤姆·库珀。該電影獲得好評，評論家對於演員的表現讚美有加，同時該電影在全球擁有超過6.75億美元的票房。同樣在2014年，夏勒梅在喜劇片《糟糕的朋友们》中飾演主角的年輕時期，該電影僅在有限的電影院上映，但也獲得好評。2015年，夏勒梅出演了安得烈·德羅·巴勒莫執導的奇幻驚悚片《單與雙》，飾演一名在母親生病之後和姊姊一起開始探索不尋常能力以及黑暗家庭秘密的兒子扎克。該電影在柏林國際電影節首映，但在有限的電影院上映之前獲得好壞參半的評價。他的下一個角色是帕梅拉·羅曼諾夫斯基執導的電影《阿德拉爾日記》中，詹姆斯·法蘭科在片中的角色斯蒂芬·埃利奧特的少年時期。在2015年的最後一個角色中，夏勒梅在聖誕節喜劇片《聖誕好家在》中，飾演黛安·基頓和約翰·古德曼在劇中鬱鬱寡歡的孫子查理·庫珀，但該電影獲得了差評。
2016年2月，他在曼哈頓劇院俱樂部的自傳式戲劇《浪子》中飾演吉姆·奎因。經過該戲劇的編劇和導演約翰·派屈克·尚利以及製作人斯科特·魯丁的仔細挑選，夏勒梅獲選飾演年輕的尚利，角色年代設定在1963年，是一名就讀於著名學校新罕布夏州預科學校的不合群的布朗克斯小孩。他憑藉他的表演獲得了熱烈的稱讚，並使他入圍戲劇聯盟獎傑出表演獎以及獲得露西爾·羅特爾獎戲劇類傑出男主角獎。夏勒梅也在朱莉婭·哈特執導的電影《史蒂文斯小姐》中和莉莉·拉貝演對手戲，並飾演問題學生比利。《好萊塢報導》的斯蒂芬·法伯寫道：「即使當他僅僅是在靜靜地觀望其他角色和對其他角色做出反應時，他也是引人注目的。當他不得不爆發狂怒或躁狂的能量時，他就變得驚為天人。同時在戲劇比賽中，他朗讀的戲劇《推銷員之死》中的高潮部分的台詞暗示了這名年輕男演員今後在許多不同的媒體上都會擁有一個光明的未來。（我還沒看過比他對那段台詞更好的演繹。）」《紐約時報》的斯蒂芬·霍爾登拿他和詹姆斯·狄恩相提並論。

### 2017年－現在：事業突破

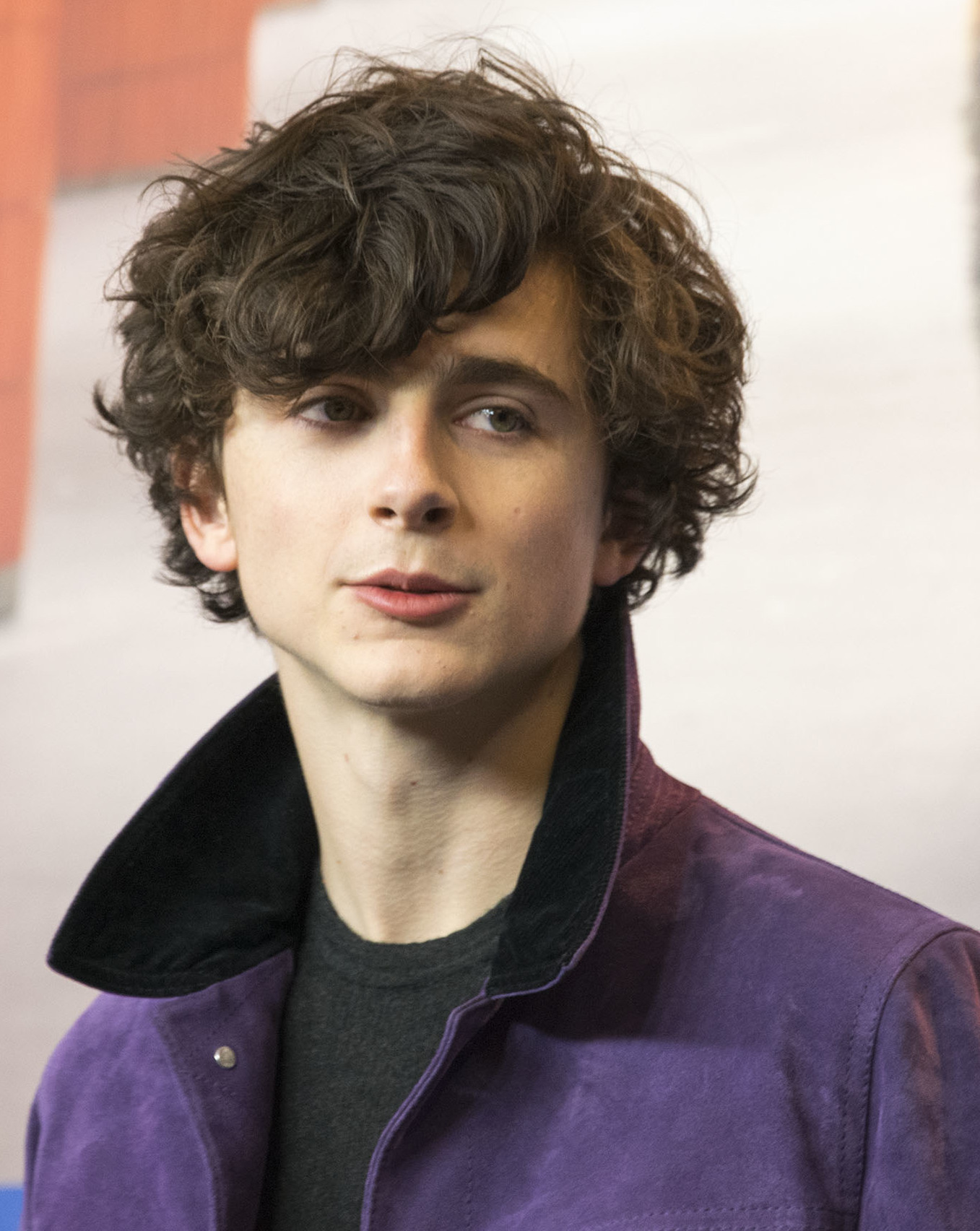
夏勒梅於2017年第67屆柏林影展。

在超過三年的拍攝時間之後，夏勒梅主演了由安德列·艾席蒙創作的同名小說改編的盧卡·格達戈尼諾執導的電影《以你的名字呼喚我》。該故事圍繞1980年代生活在義大利的一個名叫艾里歐的年輕男人愛上了一個住在他家裡的大學生奧利佛（艾米·漢默飾演）。為了準備這個角色，夏勒梅學習了說義大利語和彈奏吉他，同時他也練習了彈奏鋼琴。該電影在2017年日舞影展首映，而夏勒梅的表演也獲得好評。《帝國雜誌》的奧利·理查茲寫道，「在一部每一場戲都很棒的電影裡，夏勒梅讓其他人看起來都像是在演戲。他一個人就能讓這部電影值得一觀」。《好萊塢報導》的喬恩·弗羅施寫道：「今年沒有任何一場戲能讓人在情感上、身體上和智力上都感覺如此生動」，同時他也在該雜誌中將夏勒梅列為年度最佳表演之一。《紐約時報》將夏勒梅列為年度最佳男演員之一。夏勒梅憑藉他在《以你的名字呼喚我》的演出獲得哥譚獨立電影獎突破男演員獎，並獲得同時來自金球獎、美國演員工會獎、英國電影學院獎以及奧斯卡金像獎的最佳男主角獎的提名。他是奧斯卡金像獎史上最佳男主角獎的第三年輕的提名者，也是繼1939年米基·魯尼之後最年輕的提名者。
在他2017年的第二部電影裡，夏勒梅在埃利賈·拜納姆首次執導的電影《炎夏之夜》中飾演一名在一個夏天被捲入毒品交易的笨拙少年丹尼爾。該電影在2018年7月在有限的電影院上映，雖然夏勒梅的表演受到肯定，但該電影獲得好壞參半的評價。同年，他在葛莉塔·葛薇首次個人執導的好評電影《淑女鳥》中飾演一名樂隊的有錢文藝青年，同時也是瑟夏·羅南在片中的角色的愛慕對象。評論家對該電影的角色團隊讚譽有加，《波士頓環球報》的泰·布爾更特別點評了夏勒梅在片中的「滑稽的」表演。夏勒梅的2017年的最後一部電影在12月首映，他在史考特·庫柏執導西部片《敵對分子》中飾演克里斯汀·貝爾在片中的角色一旁的士兵菲利普·狄賈爾丁。
2018年，夏勒梅被邀請成為電影藝術與科學學院的一員。同年，夏勒梅在劇情片《美麗男孩》中刻畫了一名對甲基苯丙胺上癮且和片中的記者父親戴維·謝夫（史提夫·卡爾飾演）關係緊張的少年尼克。該電影由菲力斯·範·古寧根執導並改編自兩本回憶錄——老謝夫撰寫的電影同名回憶錄以及尼克·謝夫撰寫的《無處安放：吸毒逃家的日子去了哪裡？》。《綜藝》的歐文·格萊伯曼拿夏勒梅在《以你的名字呼喚我》和《美麗男孩》中的表演比較，並表示「尼克，通過他低沈的千禧一代的詹姆斯·狄恩式的刻畫，表現出來的滑稽和自私」與他在前者中呈現的「令人驚異的直率」截然不同。他憑藉該電影獲得了美國演員工會獎最佳男配角獎、金球獎最佳電影男配角以及英國電影學院獎最佳男配角獎的提名。
2018年2月，他將在大衛·米奇歐執導的歷史劇情片《國王》中飾演英格蘭亨利五世，該電影將由Netflix發行。2018年6月，他加盟了葛莉塔·葛薇執導的電影《她們》，飾演西奧多爾·洛利·羅倫斯，該電影改編自露意莎·奧爾柯特的電影同名小說，同片的卡司包含瑟夏·羅南和艾瑪·華森。另外，他也出演了伍迪·艾倫執導的電影《紐約的一個雨天》。因為艾倫受到性侵犯的指控，夏勒梅捐贈他的收入給了慈善機構Time's Up、紐約LGBT中心以及RAINN。
2021年，夏勒梅出演改編自1965年小說《沙丘》、由丹尼·維勒納夫執導的科幻片《沙丘》，飾演主角保羅·亞崔迪，同年出演魏斯·安德森執導的劇情片《法蘭西特派週報》。2021年5月，報導指出夏勒梅將飾演在2023年上映的《查理與巧克力工廠》前傳電影《旺卡》的工廠主人威利·旺卡，該片是華納兄弟第三次翻拍羅德·達爾的同名兒童小說，並由保羅·金 (導演)指導。。
2022年9月10日，夏勒梅出演改編自卡米爾·德安吉利斯2015年同名小說的浪漫食人族公路電影《骨肉的總和》於第79屆威尼斯影展首映。2023年，夏勒梅參演的《查理與巧克力工廠》前傳電影《旺卡》正式上映，繼續投入出演《沙丘》的續集《沙丘：第二部》，排定2024年3月1日於美國上映。

## 個人生活
夏勒梅居住在紐約。他能流利使用英語和法語，並同時持有法國護照和美國護照。
夏勒梅是個狂熱的運動迷；年輕時曾立志成為職業足球員。他與現任職業足球員艾力克斯·穆爾是兒時好友。夏勒梅是法國足球隊聖艾蒂安競技俱樂部的終身支持者，該隊主場靠近他童年時常去避暑的利尼翁河畔勒尚邦；此外，他也是美國NBA紐約尼克的忠實球迷。他曾以特邀預測嘉賓的身份參與ESPN的《大學比賽日》節目，為2024年的大學橄欖球聯盟錦標賽提供賽事分析。他對比賽的深入見解令觀眾印象深刻，尤其是在成功預測俄亥俄大學山貓隊將爆冷擊敗邁阿密大學紅鷹隊後備受關注。該場比賽最終由山貓隊以38比3大勝紅鷹隊。
夏勒梅15歲時，經營了一個名為ModdedController360的YouTube頻道，專門展示他親手改裝的Xbox 360控制器。他熱愛嘻哈音樂，並將饒舌歌手基德·酷迪、演員莱昂纳多·迪卡普里奥以及瓦昆·菲尼克斯視為他職業生涯中最重要的靈感來源。
2018年有媒體報導夏勒梅在拍完《國王》後與共戲的女演員莉莉-蘿絲約會。之後雜誌《British Vogue》2020年5月號報導稱，夏勒梅自稱單身，且有其他消息來源證實兩人已經分手。
截至2025年5月，他與美國社交名媛凱莉·珍娜處於交往關係中。

## 影視作品

### 電影
| 年份 | 名稱                   | 角色                      | 導演                | 附註   | 來源            |
| ---- | ---------------------- | ------------------------- | ------------------- | ------ | --------------- |
| 2014 | 《雲端男女》           | 丹尼·凡斯                 | 傑森·瑞特曼         |        |                 |
| 2014 | 《星際效應》           | 年輕的湯姆·庫柏           | 克里斯多福·諾蘭     |        |                 |
| 2014 | 《糟糕的朋友们》       | 年輕的山姆                | 拉爾夫·阿德         |        |                 |
| 2015 | 《單與雙》             | 扎克                      | 安得烈·德羅·巴勒莫  |        |                 |
| 2015 | 《阿德拉爾日記》       | 少年時期的史蒂芬·埃利奧特 | 帕梅拉·羅曼諾夫斯基 |        |                 |
| 2015 | 《聖誕好家在》         | 查理·庫柏                 | 傑茜·尼爾森         |        |                 |
| 2016 | 《史蒂文斯小姐》       | 比利·米特曼               | 朱莉婭·哈特         |        |                 |
| 2017 | 《以你的名字呼喚我》   | 艾里歐·帕爾曼             | 盧卡·格達戈尼諾     |        |                 |
| 2017 | 《炎夏之夜》           | 丹尼爾·米德爾頓           | 埃利賈·拜納姆       |        |                 |
| 2017 | 《淑女鳥》             | 凱爾·沙布勒               | 葛莉塔·葛薇         |        |                 |
| 2017 | 《敵對分子》           | 菲利普·狄賈爾丁           | 史考特·庫柏         |        |                 |
| 2018 | 《美麗男孩》           | 尼克·謝夫                 | 菲力斯·範·古寧根    |        |                 |
| 2019 | 《雨天·紐約》          | 蓋茲比                    | 伍迪·艾倫           |        |                 |
| 2019 | 《國王》               | 亨利五世                  | 大衛·米奇歐         |        |                 |
| 2019 | 《她們》               | 西奧多爾·洛利·羅倫斯      | 葛莉塔·葛薇         |        |                 |
| 2021 | 《法蘭西特派週報》     | 齊費里尼                  | 魏斯·安德森         |        | [ 98 ]          |
| 2021 | 《沙丘》               | 保羅·亞崔迪               | 丹尼·維勒納夫       |        | [ 99 ]          |
| 2021 | 《千萬別抬頭》         | 約爾                      | 亞當·麥凱           |        | [ 100 ]         |
| 2022 | 《骨肉的總和》         | 李                        | 盧卡·格達戈尼諾     | 兼監製 | [ 101 ] [ 102 ] |
| 2023 | 《旺卡》               | 威利·旺卡                 | 保羅·金             |        |                 |
| 2024 | 《沙丘：第二部》       | 保羅·亞崔迪               | 丹尼·維勒納夫       |        |                 |
| 2024 | 《巴布狄倫：搖滾詩人》 | 馬蒂·毛瑟                 | 詹姆士·曼格         | 兼監製 |                 |
| 2025 | 《至尊马蒂》           | 巴布·狄倫                 | 賈許·沙夫戴         | 兼監製 | [ 103 ]         |
| 2026 | 《沙丘：第三部》       | 保羅·亞崔迪               | 丹尼·維勒納夫       |        |                 |

### 電視
| 年份      | 名稱             | 角色             | 附註           | Ref.            |
| --------- | ---------------- | ---------------- | -------------- | --------------- |
| 2009      | 《法網遊龍》     | 艾瑞克·弗利      | 1集            |                 |
| 2009      | 《莉雅的第二春》 | 年輕的傑克·李夫  | 電視電影       |                 |
| 2012      | 《慾海醫心》     | 路克             | 4集            |                 |
| 2012      | 《國土安全》     | 芬恩·瓦爾登      | 8集            |                 |
| 2020–2023 | 《週六夜現場》   | 他自己（主持人） | 3集            |                 |
| 2022      | 《銀河系戀愛》   | 吉米             | 配音；電視特輯 | [ 104 ] [ 105 ] |

### 音樂劇
| 年份 | 名稱         | 原文名稱     | 角色                            | 劇院                    | Ref. |
| ---- | ------------ | ------------ | ------------------------------- | ----------------------- | ---- |
| 2011 | 《高人》     | The Talls    | 尼可拉斯·克拉克 Nicholas Clarke | 紐約麥克基恩/凱澤爾劇院 |      |
| 2016 | 《浪子》     | Prodigal Son | 吉姆·奎因 Jim Quinn             | 紐約曼哈頓戲劇俱樂部    |      |
| 2020 | 《4000英里》 | 4000 Miles   | 里奧·約瑟夫·康奈爾              | 倫敦舊維克劇場          |      |

## 獎項與提名
夏勒梅曾憑藉在電影《以你的名字呼喚我》中的表演提名奧斯卡金像獎最佳男主角獎。他也曾各提名過一次來自英國電影學院獎、金球獎、美國演員工會獎、以及評論家選擇電影獎的最佳男主角獎。夏勒梅和其他角色也曾憑藉在電影《淑女鳥》的表演提名評論家選擇電影獎最佳整體演出獎和美國演員工會獎電影類傑出整體演出獎。他也曾憑藉《美麗男孩》中的演出各提名過一次來自金球獎、英國電影學院獎、美國演員工會獎以及評論家選擇電影獎的最佳男配角獎。

## 註解
1. ↑  英語發音：/ˈtɪməθi ˈʃæləmeɪ/[1][2]法語發音：[timɔte ʃalamɛ][3]

## 外部連結
- 提摩西·夏勒梅的Instagram帳戶
- 提摩西·夏勒梅在互联网电影资料库（IMDb）上的資料（英文）
- 提摩西·夏勒梅在豆瓣上的资料（简体中文）
- 提摩西·夏勒梅的X（前Twitter）